# Sola (traversone)
(F. Rosenbach, "La tranquillità")
La sola è una delle regole fondamentali della versione a perdere del Tressette, detta traversone.

## Regola
La sola si ha quando un giocatore, alla fine di una smazzata, totalizza tutti e 21 i punti. A quel punto può scegliere: 
- se, esclusa la mano, ha totalizzato meno di 21 punti, gli altri giocatori ricevono ciascuno 21 punti;
- se, esclusa la mano, ha totalizzato più di 21 punti, può sia scegliere di toglierli dal suo punteggio che di farli ricevere agli altri giocatori.

Da un punto di vista informatico, nello specifico riguardo alla definizione formale e computazionale del tressette a perdere, l'algoritmo che esegue la sola è così definito in C++:
```
/*  Sola.cpp

    Funzione che esegue il controllo della sola alla fine di ciascuna mano e, se

    necessario, ne applica la regola.

*/

const
 
int
 
giocatori
 
=
 
4
;
    
//numero di giocatori   

int
 
punteggio
[
giocatori
];
   
//array che contiene il punteggio dei giocatori

int
 
punteggioMano
[
giocatori
];
   
//array che contiene il punteggio della mano corrente

for
(
int
 
n
 
=
 
0
;
 
n
 
<
 
giocatori
;
 
n
++
)
  
//scorre l'array dei punteggi della mano finché non trova il valore 21

    
if
(
punteggioMano
[
n
]
 
==
 
21
){

        
if
(
punteggio
[
n
]
 
>=
 
21
)

            
punteggio
[
n
]
 
=
 
punteggio
[
n
]
 
-
 
21
;
   
//se il punteggio è maggiore o uguale a 21 i punti vengono scalati

        
else
{

            
for
(
m
 
=
 
0
;
 
m
 
<
 
giocatori
;
 
m
++
){

                
if
(
m
 
!=
 
n
)

                    
punteggio
[
m
]
 
+=
 
21
;
         
//se il punteggio è minore di 21 aggiunge al punteggio di tutti i giocatori, tranne quello che ha eseguito la sola, 21 punti

            
}

        
}

    
}

```

In questo caso l'algoritmo dà per scontato che il giocatore voglia rimuovere dal suo punteggio i 21 punti, piuttosto che assegnarli agli avversari, poiché è l'occorrenza più comune. Nella reale implementazione dell'algoritmo all'interno del complesso sistema computazionale del tressette a perdere, è prevista la scelta da parte del giocatore.

## Storia
La nascita della regola nel tressette è incerta; tuttavia, è molto probabile che essa sia nata sull'Isola d'Ischia, dove il gioco, ed in particolare la sua versione a perdere, è molto popolare. Siccome spesso, in una generica partita a quattro, tre giocatori si coalizzavano a discapito del quarto facendogli totalizzare tutti i 21 punti della smazzata, si decise di introdurre una penitenza affinché questo fenomeno venisse ridotto. All'inizio, essa consisteva unicamente nel far guadagnare 21 punti agli altri tre giocatori; nel corso del tempo, poi, si iniziò anche a far scegliere al giocatore se rimuovere 21 punti dal suo punteggio invece che di aggiungerli agli altri. Ovviamente, nel corso del tempo sono state sviluppate tattiche per far totalizzare un alto numero di punti al malcapitato senza che questi faccia la sola; ad esempio quella di prendere un terzo di punto e far continuare a prendere al giocatore, che quindi sebbene totalizzi 20 punti a dispetto dei 0 punti degli altri non avrà fatto la sola.